# 정우량 영정
정우량 영정(鄭羽良 影幀)은 인천광역시 미추홀구에 있는 조선시대의 초상화이다. 1986년 12월 18일 인천광역시의 유형문화재 제9호로 지정되었다.

## 개요
조선 후기의 문신인 정우량(1692∼1754) 선생의 초상화이다. 정우량은 조선 경종 3년(1723)에 병과에 급제하고 병조판서를 거쳐 우의정까지 올랐으며 특히 글씨를 잘 썼다. 초상화는 살색의 대나무 발을 배경으로 두고 호랑이 가죽으로 만든 의자에 앉아 있는 전신상이다. 얼굴은 측면을 향하고 있으나 전체적으로 좌우가 대칭을 이룬다. 머리에는 사모를 쓰고 짙은 청색의 관복을 갖춰 입었으며, 가슴에는 문관을 상징하는 학과 구름을 수놓았다. 수용성 물감을 아교액과 혼합하여 진한 색채로 만들어 사실적으로 표현하고 있다.
현재 개인소유로 관리되고 있으며, 관람할 수 없다.

## 같이 보기
- 정우량

## 참고 자료
- 정우량 영정 - 국가유산청 국가유산포털